# (38375) 1999 RC173
1999 RC173 (asteroide 38375) é um asteroide da cintura principal. Possui uma excentricidade de 0.11781560 e uma inclinação de 7.19318º.
Este asteroide foi descoberto no dia 9 de setembro de 1999 por LINEAR em Socorro.